# Краснооктябрський (Адигея)
Краснооктябрський (рос. Краснооктябрьский; адиг. Октябрэплъыжь) — селище Майкопського району Адигеї Росії. Входить до складу Краснооктябрського сільського поселення.
Населення — 6323 особи (2015 рік).